# 梶原乳業
梶原乳業株式会社（かじはらにゅうぎょう）は、岡山県岡山市に本社を置く乳製品メーカー。
岡山県を主な市場とし、近年は関西方面にも販路を拡大している。
中国・四国・近畿地方でディスカウントスーパーの「ディオ」や「ラ・ムー」などを運営する大黒天物産や、九州・関東地方を中心に全国で「トライアル」（総合ディスカウントストア）を展開するトライアルカンパニー、全国で「業務スーパー」を運営する神戸物産のプライベートブランドの牛乳の製造元でもある。

## 沿革
- 1906年 - 創業
- 1952年 - 設立